# エフ・エム・ジー
有限会社エフ・エム・ジーは、東京都港区に所在する芸能事務所。

## 沿革

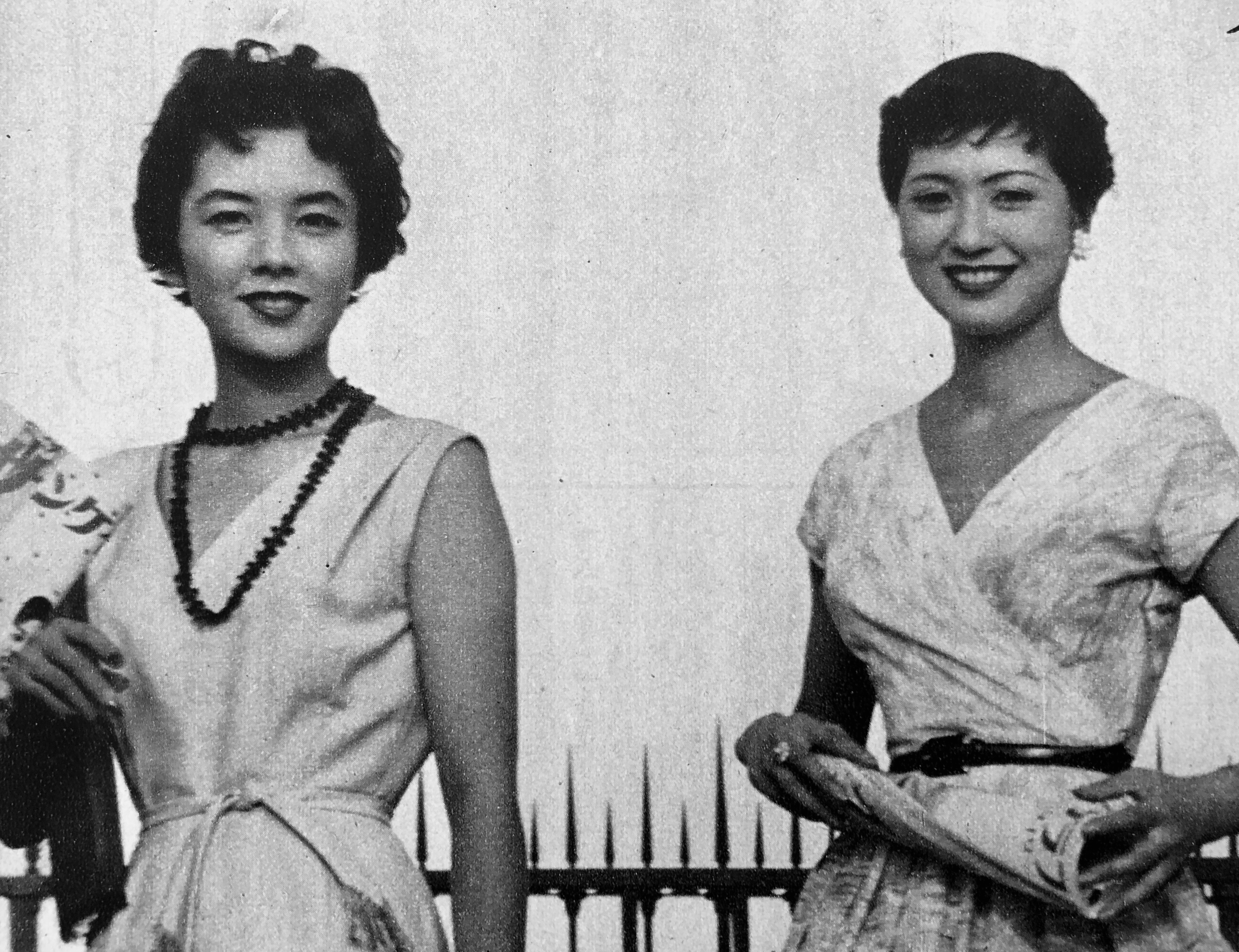
モデルクラブ「ファッション・モデル・グループ（F.M.G.）」のメンバー。左から相島政子、原田良子。

- 1953年、相島政子を代表に伊東絹子や岩間敬子、香山佳子らが日本初のモデルクラブ「ファッション・モデル・グループ（F.M.G.）」を結成。発足当初の所属者は新聞の公募で集まった11名の女性。同年、伊東絹子が第2回ミス・ユニバース世界大会に日本代表として出場し、第3位に入賞。
- 1956年、戸倉緑子が第6回ミス・ワールド世界大会に日本代表として出場し、第4位に入賞。
- 1959年2月20日、相島政子を代表とし、有限会社となる。同年、児島明子がアジア人初のミス・ユニバース世界大会で優勝。
- 1960年、男性モデル部・ジュニア部を開設。
- 1984年、花村ひろ子が代表取締役に就任。事務所を銀座から表参道に移す。
- 1987年、石崎麻奈巳がJALキャンペーンに起用される。
- 1990年、山岸真璃子が帝人キャンペーンガールに起用される。
- 1992年、森明子が帝人キャンペーンガールに起用される。
- 1995年、FMGワークスタジオを開設。芸能部充実のため俳優育成に力を注ぐ。
- 1996年、ビューティースクール「CHARM-UP SCHOOL」を開校。同年、事務所を南青山から北青山へ移転。
- 2000年、井川遥がアサヒビールキャンペーンガールに起用される。
- 2003年、50周年事業「ロボーの石」と題して、年間通して4公演と記念パーティを開催。
- 2005年、映画『ヒナゴン』を企画。
- 2015年、柚木渚がサッポロビールイメージガールに起用される[1]。

## 所属タレント

### 女性
- 井川遥
- 小橋めぐみ
- 真田麻好美（旧芸名：真田麻垂美）
- 森口彩乃
- 松浦佐知子
- 護あさな
- 杉岡詩織
- 清水葉月
- 畦田ひとみ
- 天野はな
- まりあ
- 高垣七瀬

### 男性
- 松尾諭
- 松澤傑
- 岩瀬亮
- フラミンゴ
  - 辻本耕志
  - 竹森千人
  - 吉田ウーロン太
- 瀬戸寛
- 滝裕二郎
- 長野克弘
- 福井友信
- 市川男寅
- 吉田悟郎
- 川合諒
- 斎藤直紀
- 伊島空

### アーティスト
- 花村えい子
- 古谷充子
- 如月まみ
- 葛飾ふとめ・ぎょろめ

### 脚本家
- 吉田ウーロン太

## 過去の所属タレント
- 池田沙耶香（現・気象予報士）
- 伊東絹子
- 岩間敬子
- 香山佳子
- 北あけみ
- 児島明子
- 戸倉緑子
- 石崎麻奈巳
- 田京恵
- 久遠さやか
- 山岸真璃子
- 森明子
- 横山めぐみ
- 佐藤沙恵
- 冷泉公裕
- 奥田夢叶